# MBBA
MBBA，即N-(4-甲氧基苯亞甲基)-4-丁基苯胺（英語：N-(4-Methoxybenzylidene)-4-butylaniline），是一種有機化合物，屬於亞胺類，含有醚、苯、醛亞胺和醚等官能基，具有液晶相態，且常溫下就呈液晶態，是一種研究较多的液晶材料，其化學式為C18H21NO。

## 性質
MBBA的在常溫下為液晶態，凝固點為22度，熔點為47度，22到47度為液晶相。從固態變成液晶態的相變熱為ΔHtrs=15.9377 kJ/mol、ΔStrs=53.91 k/mol K；從液晶相變成液相的相變熱為ΔHtrs=0.2841 kJ/mol、ΔStrs=0.89 k/mol K；熔化熱為ΔHtrs=18.033 kJ/mol、ΔStrs=61.04 k/mol K，三相點約為攝氏20度，另外，固、液、液晶共存為295.3 K，約為22.15 °C。
MBBA不溶於水、異氰酸酯、鹵代有機物、過氧化物、酚類（酸性）、環氧化物、酸酐和鹵化物，與氫結合可能生成強還原劑，如氫化物。
MBBA為長條型液晶分子，常溫下會以間列式（線條式，或稱為向列型，nematic phase）的方式排列。
| MBBA的空間填充模型 | MBBA的間列式液晶結構 | MBBA於固態、液晶態、液態的可能結構 |
|                    |                      |                                    |

## 制備
制備MBBA可由茴香醛（又稱對甲氧基苯甲醛）和對丁基苯胺發生縮合反應脫去一水分子製得，即常見的亞胺制備流程，以對丁基苯胺的氮上孤對電子攻擊對甲氧基苯甲醛的羰基發生親核加成反應，得到季銨半縮醛，在適當條件轉變為半縮醛胺中間體，再脫去一水分子，即發生烷基亞胺去氧雙取代反應得到產物MBBA。
一般會選用苯或甲苯作為溶劑，因為它們和水都會有共沸現象，再用迪安-斯塔克裝置把水從系統中移除或使用分子篩，使平衡移至MBBA方向以制備MBBA。
1969年，漢斯·克爾克（Hans Kelker）首次成功合成MBBA，是當時少數於室溫下呈間列式液晶相的液晶材料，且成為最熱門的液晶研究的課題之一。

## 用途
MBBA被廣泛的應用在各種電子、儀表產品的液晶顯示器中，但由於MBBA的液晶態範圍較狹窄，僅22度到47度，因此會加入EBBA形成共晶體，該混合物液晶相範圍最廣可達到0度至60度。目前工業上用的是MBBA與EBBA的混合物。